# Bonaventure des Périers
Bonaventure des Périers (Arnay-le-Duc, Borgoña, hacia 1510 - Lyon, 1544 o 1545), quien utilizó el seudónimo de Thomas Du Clénier (anagrama de Thomas l'incrédule) fue un escritor y humanista francés del Renacimiento.

## Datos biográficos
Tuvo una formación de humanista, y colaboró en 1534 en la traducción de la Biblia de Jacques Lefèvre d'Étaples, aparecida en 1535, y trabajó además con Étienne Dolet, quien preparaba sus Commentarii linguae latinae. En 1536, entró al servicio de Margarita de Navarra o Margarita de Angulema, hermana de Francisco I de Francia, en calidad de valet de chambre. Publicó un conjunto de poemas. En 1544, apareció un Recueil des Œuvres de feu Bonaventure des Périers, por lo que debió morir en 1543 o en 1544. En su Apologie pour Hérodote (1566), Henri Estienne cuenta que Des Périers se suicidó arrojándose sobre su espada.

### Ateísmo;sigloXVII
Su obra ha sido considerada un precedente de los descreídos ateos y libertinos del siglo XVII. Sin embargo, no era sino un humanista con un sentido insobornable de la libertad y de la justicia que, indignado y escandalizado por los abusos de poder, ejerció la sátira sobre la sociedad de su tiempo. Como narrador, es diestro y de fino estilo. Retoma la tradición de la narrativa popular, pero también la italiana y rabelesiana, contando cortas anécdotas satíricas o apólogos sobre los abusos de cualquier forma de poder. Escribió bajo el seudónimo de «Thomas Du Clénier» (anagrama de Thomas l’incrédule) y colaboró con el de Eutychus (Buenaventura), en diversos trabajos sobre las Sagradas Escrituras.

### Nuevos recreos y alegres charlas
Escribió Nuevos recreos y alegres charlas, una colección de noventa novelas publicada póstumamente en 1558, primera gran obra de ficción en prosa creada según los cánones impuestos por el Heptamerón, de Margarita de Navarra, y el Pantagruel, de François Rabelais. En 1568, hubo una nueva edición con 39 novelas nuevas que, o bien son apócrifas, o provienen de otras colecciones de cuentos. El escritor romántico francés Charles Nodier recuperó esta obra y a su autor casi a mediados del siglo XIX.

### Literatura satírica: elCymbalum mundi
Pero su obra más conocida es sin duda el Cymbalum mundi (Carillon du monde), en français, avec quatre dialogues poétiques, faits antiques, joyeux et facétieux (Lyon, 1537), prudentemente presentado como la traducción de un manuscrito hallado en un convento; sin embargo, su edición parisina de 1538 fue prohibida por el Parlamento de París y secuestrada, condenada y quemada por la Sorbona, de suerte que el libro desapareció totalmente hasta que volvió a imprimirse hasta 1711. El impresor de París, Jean Morin, fue arrestado, pero el nombre del autor no salió a relucir en el proceso, quizás porque fue protegido por Margarita de Navarra, ni tampoco se lo persiguió. Con un lenguaje y unas maneras que lo emparentan con Rabelais, denuncia a quienes pretenden saberlo y zanjarlo todo, así como la intolerancia y el orgullo de los teólogos, no sólo católicos, sino también protestantes. El Cymbalum se presenta dirigido por un tal Thomas du Clénier (el Incrédulo) a Pierre Tryocan (anagrama de Croyant, "Creyente"). Se trata en realidad de un diálogo satírico de tipo lucianesco (véase Luciano de Samosata). Dos hipótesis existen sobre la interpretación de esta obra: bien sería fruto del entorno protestante de Margarita de Navarra o bien tendría origen en la Sorbona y estaría compuesto por un ateo que, por medio de diversas alegorías, ridiculizó toda forma de creencia y de conocimiento, tanto católico como protestante.

## Obras
- Pour Marot absent contre Sagon en Les Disciples et amis de Marot contre Sagon, La Hueterie et leurs adhérentz (1537)
- Cymbalum Mundi ou Dialogues satiriques sur différents sujets (1537) - Reedición: Cymbalum Mundi. Edición crítica de Max Gauna, Champion, Paris, 2000. Cymbalum Mundi: Adaptación en francés moderno de Laurent Calvié, ed. Anacharsis, 2002.
- Discours non plus mélancoliques que divers de choses mesmement qui appartiennent à notre France, et à la fin la manière de bien et justement entoucher les lucs et les guiternes (1557)
- Les Nouvelles récréations et joyeux devis de feu Bonaventure Des Périers, valet de chambre de la royne de Navarre (1558) - Reedición: Nouvelles récréations et joyeux devis: I-XC. Édition critique avec introduction et notes par Krystyna Kasprzyk, Champion, Paris, 1980.
- Sus Œuvres han sido reunidas en 1544 y reeditadas por Louis Lacour de La Pijardière en 1858.